# Phaulacridium crassum
Phaulacridium crassum är en insektsart som beskrevs av Kenneth Hedley Lewis Key 1992. Phaulacridium crassum ingår i släktet Phaulacridium och familjen gräshoppor. Inga underarter finns listade i Catalogue of Life.